# Dicranomyia (Sivalimnobia) uma
Dicranomyia (Sivalimnobia) uma is een tweevleugelige uit de familie steltmuggen (Limoniidae). De soort komt voor in het Oriëntaals gebied.